# Impatiens yangshanensis
Impatiens yangshanensis är en balsaminväxtart som beskrevs av A.Q.Dong och F.W.Xing. Impatiens yangshanensis ingår i släktet balsaminer, och familjen balsaminväxter. Inga underarter finns listade i Catalogue of Life.